# Robert Mayer
Robert Mayer (ur. 5 czerwca 1879 w Mannheimie, Niemcy, zm. 9 stycznia 1985) – brytyjski biznesmen i filantrop, mecenas muzyki.
Obywatel brytyjski od 1902. Za sprawą żony Dorothy (pobrali się w 1919) zainteresował się muzyką i wspierał finansowo inicjatywy muzyczne. W 1923 sfinansował cykl Koncerty dla Dzieci Roberta Mayera; 1932 był współzałożycielem Londyńskiej Orkiestry Filharmonicznej, a 1951 Szkolnej Orkiestry Symfonicznej w Londynie. Pracował także nad kontaktami międzynarodowymi tych instytucji.
W ramach obchodów jego setnych urodzin odbył się uroczysty koncert w Royal Festival Hall, z udziałem królowej Elżbiety II; ukazała się także jego autobiografia, My First 100 Years.